# Onthophagus collinsi
Onthophagus collinsi är en skalbaggsart som beskrevs av Jan Krikken och Huijbregts 1987. Onthophagus collinsi ingår i släktet Onthophagus och familjen bladhorningar. Inga underarter finns listade i Catalogue of Life.